# O nebu i o zemlji
O nebu i o zemlji (špa. izvornik Sobre el cielo y la tierra), knjiga pape Franje, Jorgea Marije Bergoglija. Knjiga je zbirka razmišljanja pape Franje o obitelji, vjeri i ulozi Crkve u 21. stoljeću. Objavljena je u Argentini 2010. godine, nastala je kao rezultat niza učenih, mudrih i otvorenih razgovora između dvojice vjerskih učitelja i višegodišnjih prijatelja. U njima kardinal Bergoglio, od 13. ožujka 2013. papa Franjo, i rabin Abraham Skorka u atmosferi iznimnog međusobnog razumijevanja i poštovanja iznose svoja stajališta o najrazličitijim teološkim i svjetovnim pitanjima. Bog, vjera, globalizacija, fundamentalizam, Holokaust, ateizam, pobačaj, homoseksualnost, eutanazija – samo su neke od tema o kojima u ovoj knjizi raspravljaju novi poglavar Katoličke crkve i ugledni argentinski rabin.